# Kościół Wniebowzięcia Najświętszej Maryi Panny w Małogoszczu
Kościół Wniebowzięcia Najświętszej Maryi Panny w Małogoszczu – rzymskokatolicki kościół parafialny znajdujący się w mieście Małogoszcz, w województwie świętokrzyskim. 

## Historia i architektura
Należy do dekanatu małogoskiego diecezji kieleckiej. Obecna murowana świątynia została wzniesiona w latach 1591–1595 w stylu renesansowym. Kościół został wzniesiony staraniem księdza proboszcza Jakuba Biedy Chrostkowskiego. W dniu 15 października 1595 roku budowla została konsekrowana przez dawnego proboszcza i ówczesnego biskupa chełmińskiego, Piotra Tylickiego. W 1642 roku od strony zachodniej została dobudowana czworoboczna i czterokondygnacyjna wieża. W 1894 roku do wieży została dobudowana kruchta. W latach: 1955, 1982, 1988 świątynia była remontowana, w 1994 roku odnowione zostały: polichromia i organy.

## Galeria

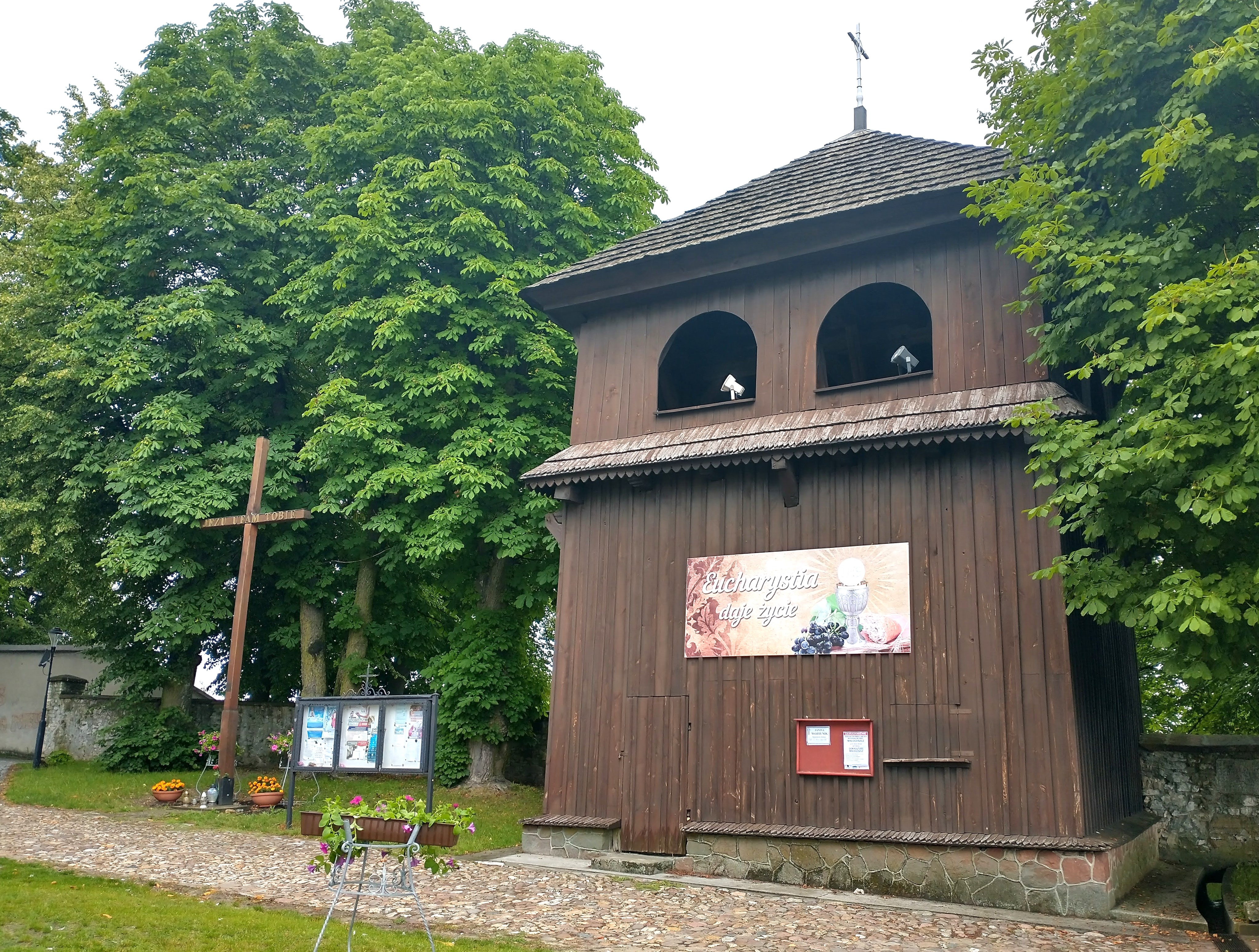
Dzwonnica
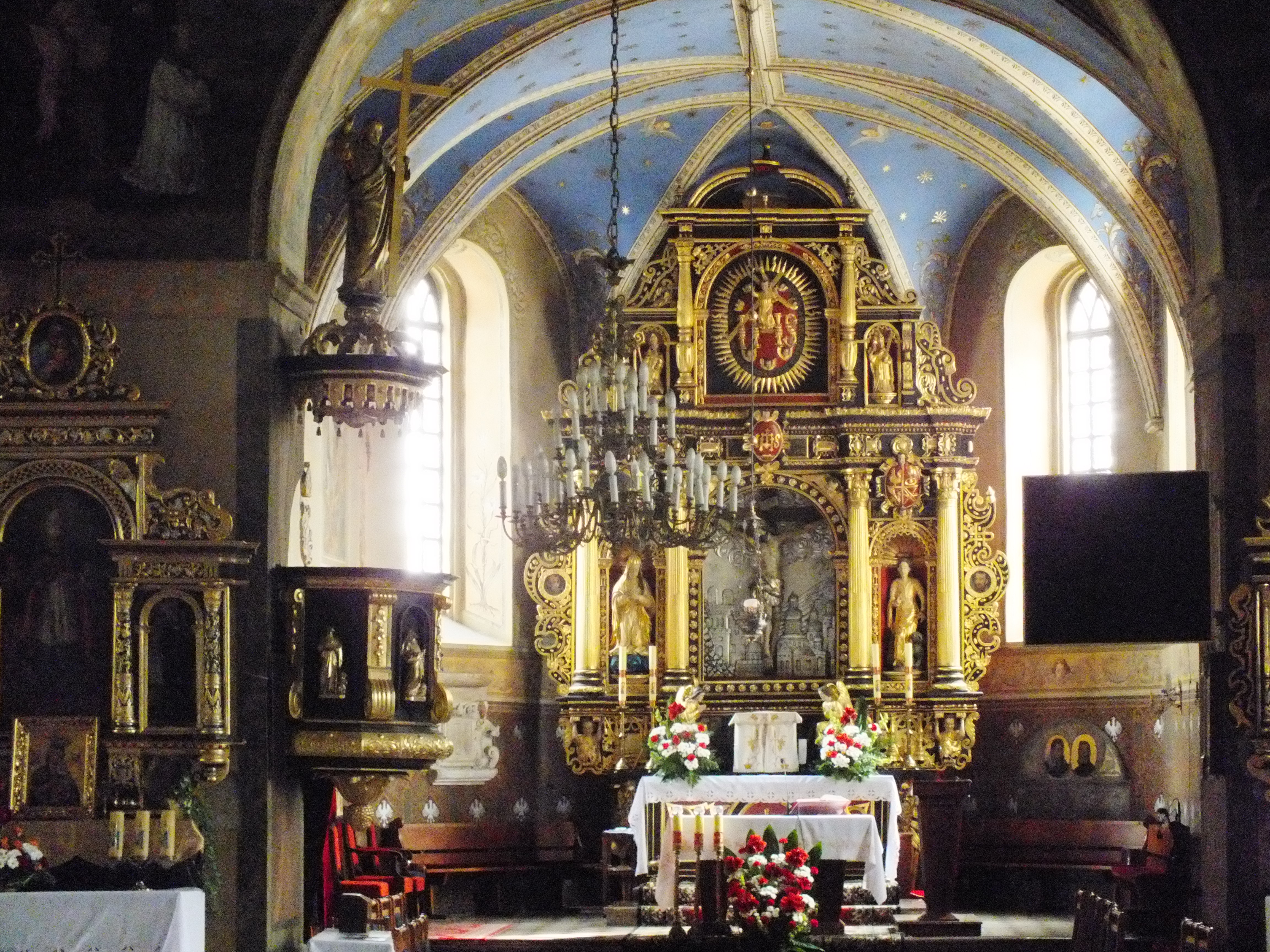
Ołtarz główny
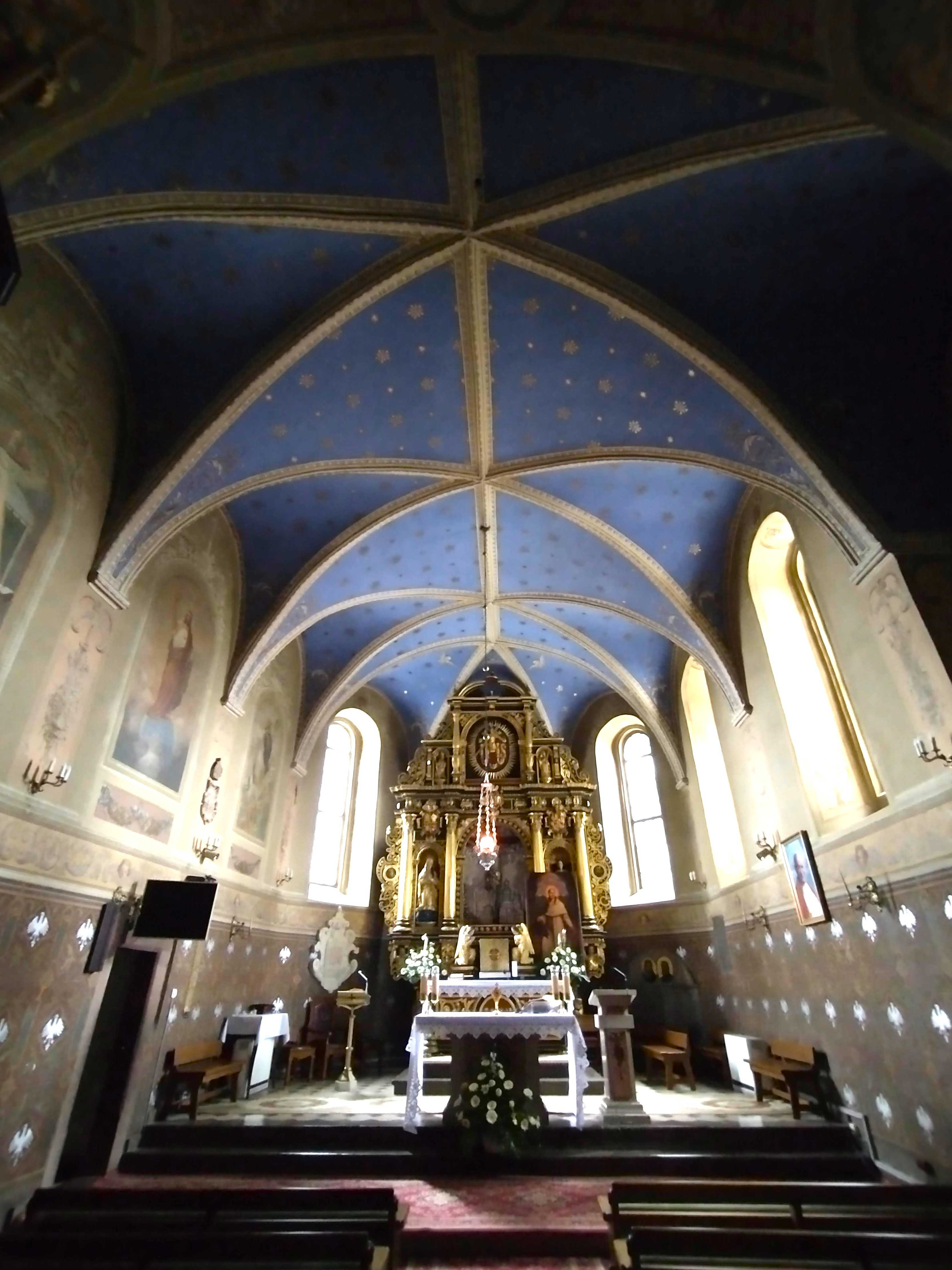
Wnętrze
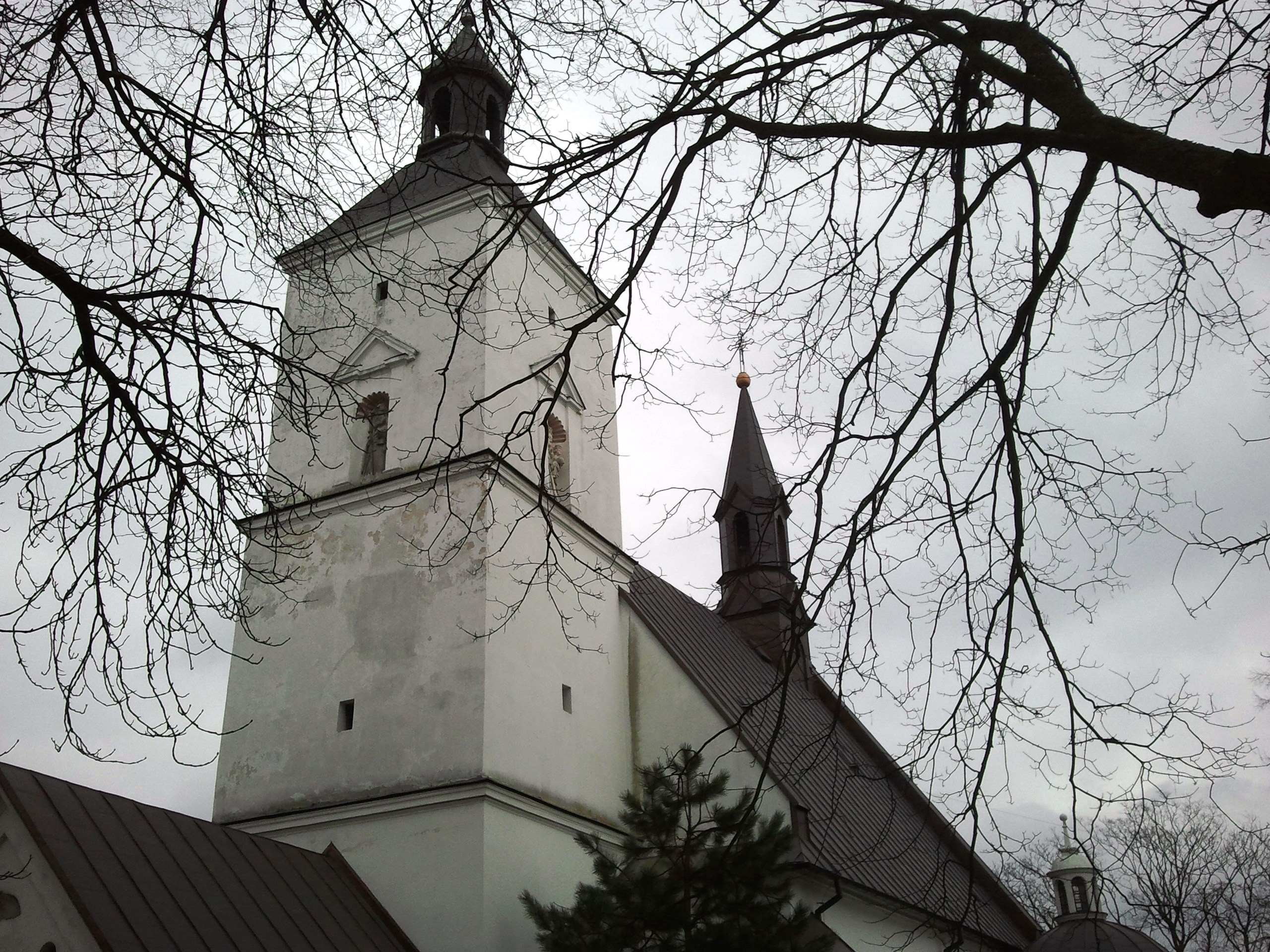
Wieża